# Greifensee ZH
| ZH ist das Kürzel für den Kanton Zürich in der Schweiz. Es wird verwendet, um Verwechslungen mit anderen Einträgen des Namens Greifensee zu vermeiden. |

Greifensee ist eine politische Gemeinde im Bezirk Uster im Oberland des Kantons Zürich in der Schweiz. Ihr Mundartname ist Griiffesee.

## Geographie
Greifensee liegt im Zürcher Oberland. Seine Überbauung reicht bis an das Ufer des gleichnamigen Greifensees. An die Gemeinde grenzen die Orte Niederuster im Süden, Nänikon (Uster) im Südosten, Volketswil im Nordosten, Schwerzenbach im Nordwesten sowie am gegenüberliegenden Ufer des Greifensees im Westen Fällanden und Maur im Südwesten.

## Geschichte

### Frühzeit

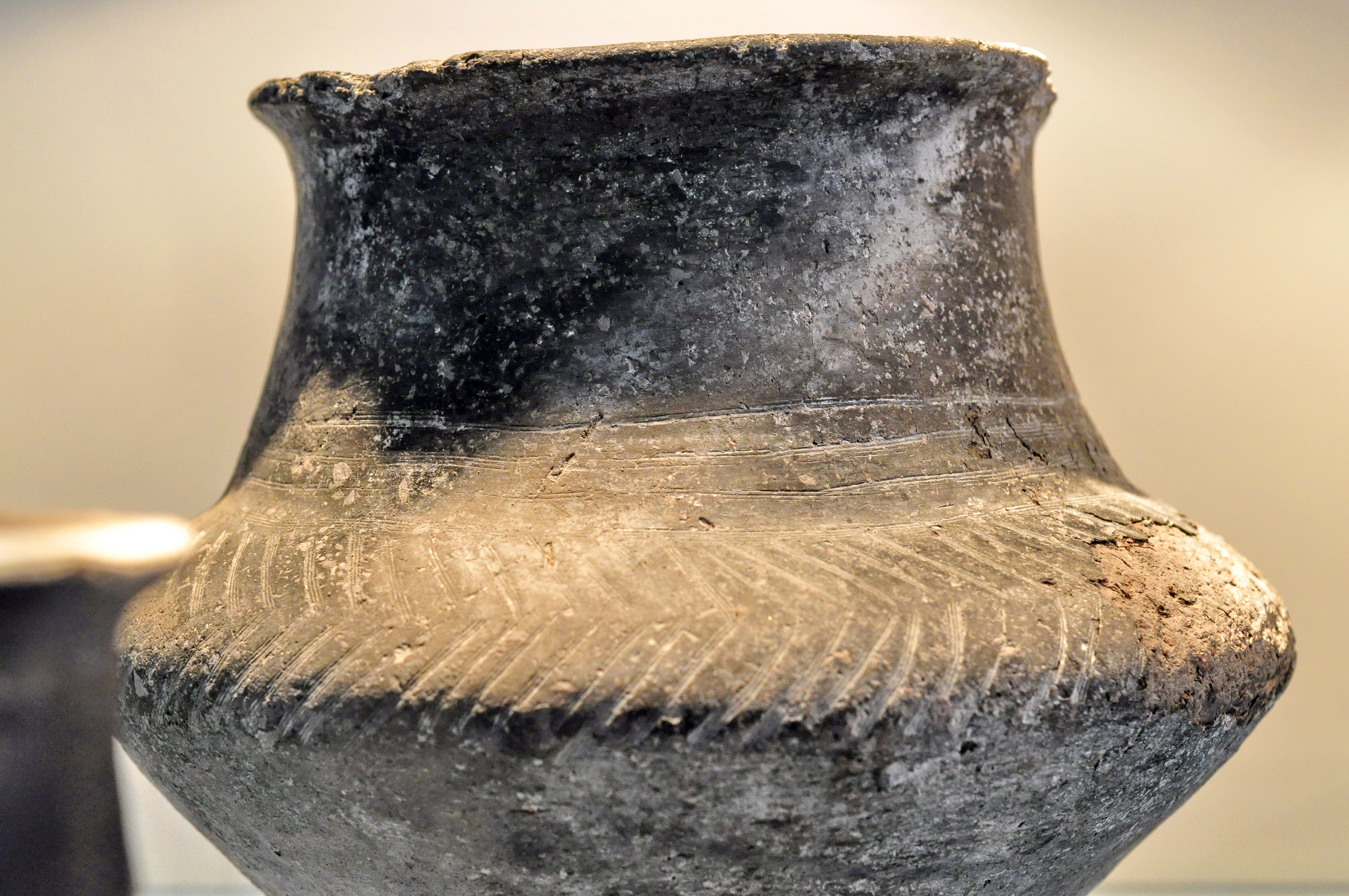
Keramik der Seeufersiedlung Furen

Die Umgebung der heutigen Gemeinde Greifensee ist nachweislich seit der Jungsteinzeit (Keramikfunde um 4000 v. Chr.) besiedelt, und auf Gemeindegebiet sind vier Fundstellen früherer Pfahlbausiedlungen bekannt. Das spätbronzezeitliche Pfahlbaudorf am Nordufer des Greifensees im Ortsteil Böschen wurde 1975 entdeckt. Sporttaucher fanden zunächst Keramik, die von aufwendig verzierten Töpfen und Schalen bis hin zu einfachen, grossen Vorratsbehältern reichte. Bei den wissenschaftlichen Tauchgängen wurden die Strukturen eines Dorfes mit 24 Hütten aufgedeckt. Der Zustand der Hölzer erlaubte eine präzise dendrochronologische Datierung auf das Jahr 1051 v. Chr. Baugeschichte und Konstruktionsweise konnten detailliert erforscht werden. Merkmal der Gebäude war ein Rahmen, der auf Schwellen auf dem Untergrund ruhte. Eine Plattform, die über den Rahmen hinausragte und von Pfählen gestützt wurde, trug die Hütten. Die Wände bestanden aus Brettern oder Rutengeflecht, das mit Lehm verstrichen war. Auch Webgewichte, Spinnwirtel aus Ton, Werkzeuge, Nadeln und Angelhaken aus Bronze sowie verkohlte Wildäpfel und Getreide wurden geborgen. Die Feuchtbodensiedlung wurde zehn Jahre nach Baubeginn durch ein Feuer zerstört und nicht wieder aufgebaut.
Dank der benachbarten prähistorischen Fundstätte Storen/Wildsberg ist Greifensee Teil des UNESCO-Welterbes Prähistorische Pfahlbauten um die Alpen.
Aus den nachfolgenden Jahrtausenden konnte die Kantonsarchäologie Zürich verschiedene Funde wie schwere bronzene Armreife, dicke Glasreife und vor allem bronzene Fibeln sicherstellen, vereinzelt Dolche mit vermutlich aus dem Mittelmeerraum und Frankreich stammenden Feuersteinklingen. Funde aus römischer Zeit wurden in Nachbargemeinden gemacht, in Riedikon am Greifensee und im rund neun Kilometer entfernten Pfäffikon beim Kastell Irgenhausen. Aufgrund der hohen Besiedlungsdichte der Region sind aber die eingangs erwähnten zusammenhängenden Fundstellen, im Gegensatz zu zufälligen Einzelfunden, eher selten.

### Mittelalter

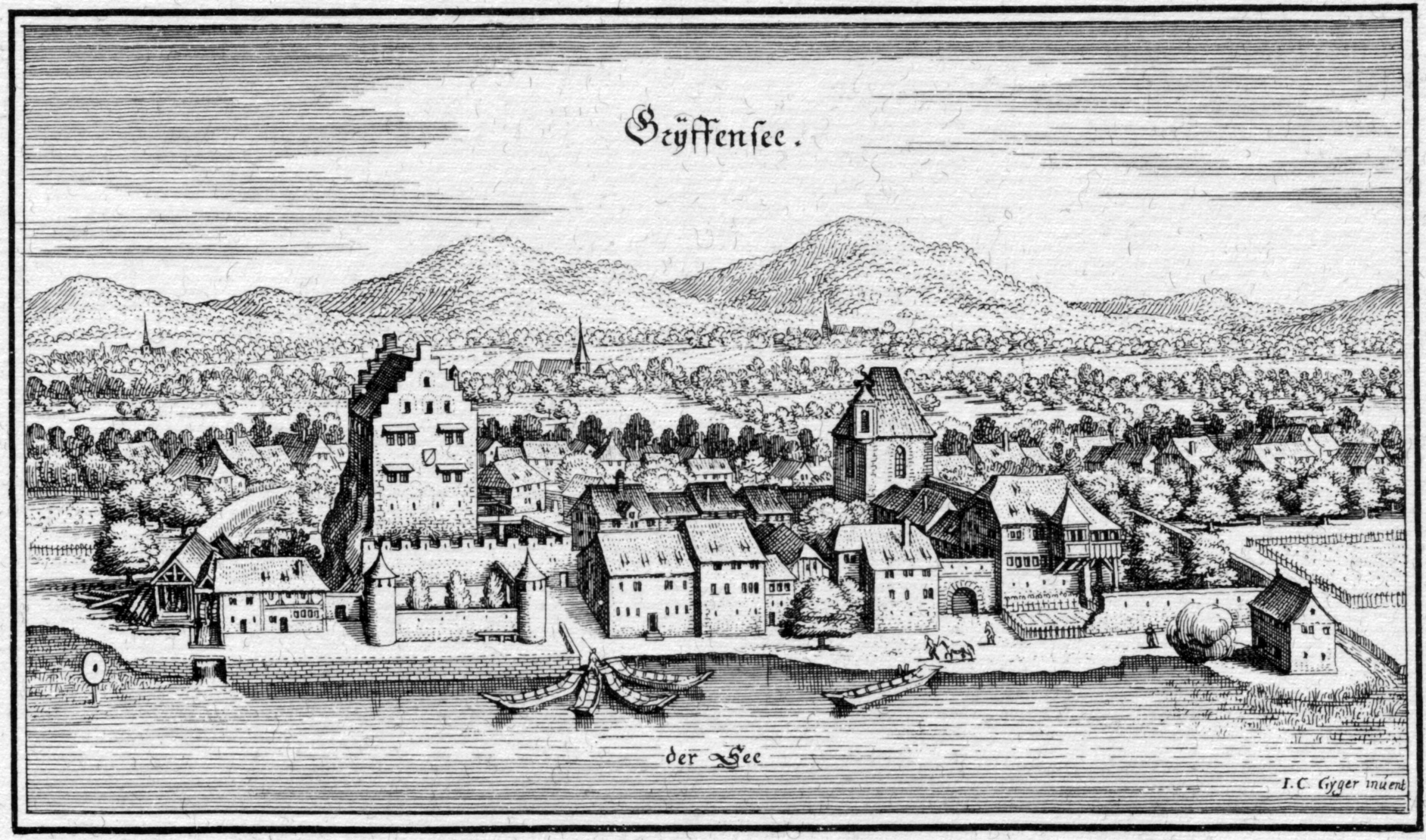
Eine der ältesten Ansichten von Greifensee, Stich von M. Merian (1593–1650)

Greifensee, historisches Luftbild von 1927, aufgenommen aus 250 Metern Höhe von Walter Mittelholzer

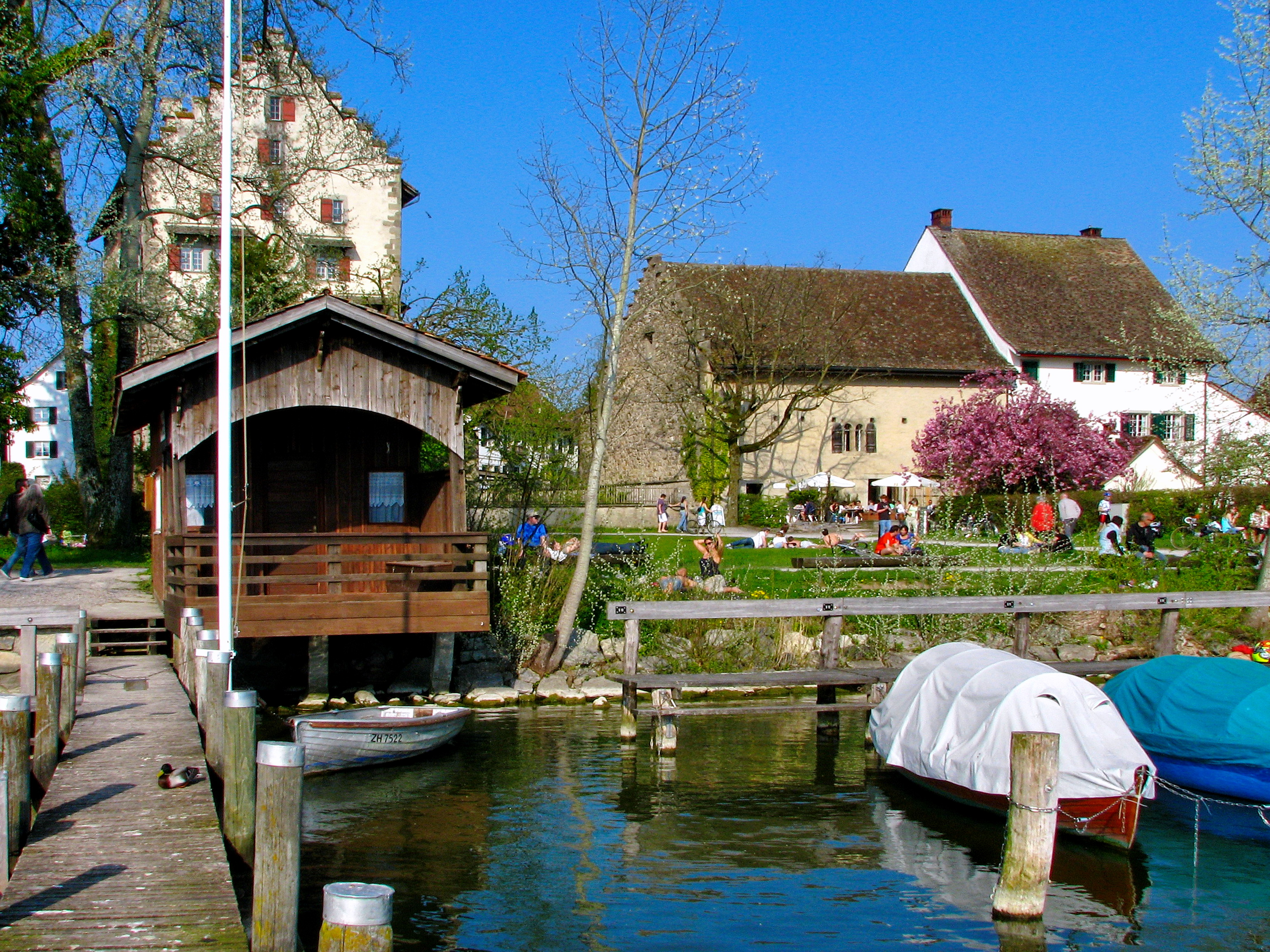
Der Hafen von Greifensee mit dem Schloss und dem Landenberghaus

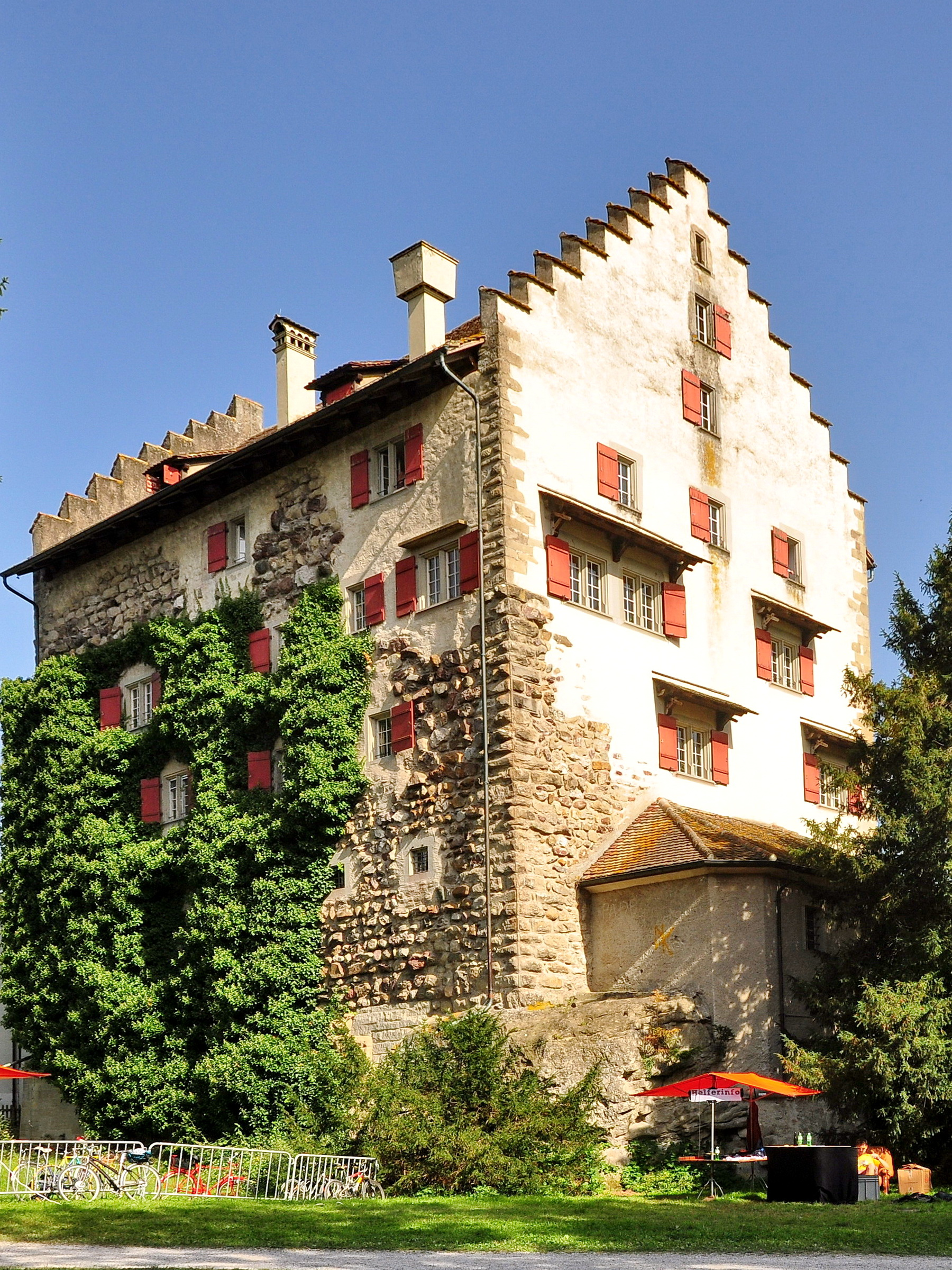
Schloss Greifensee

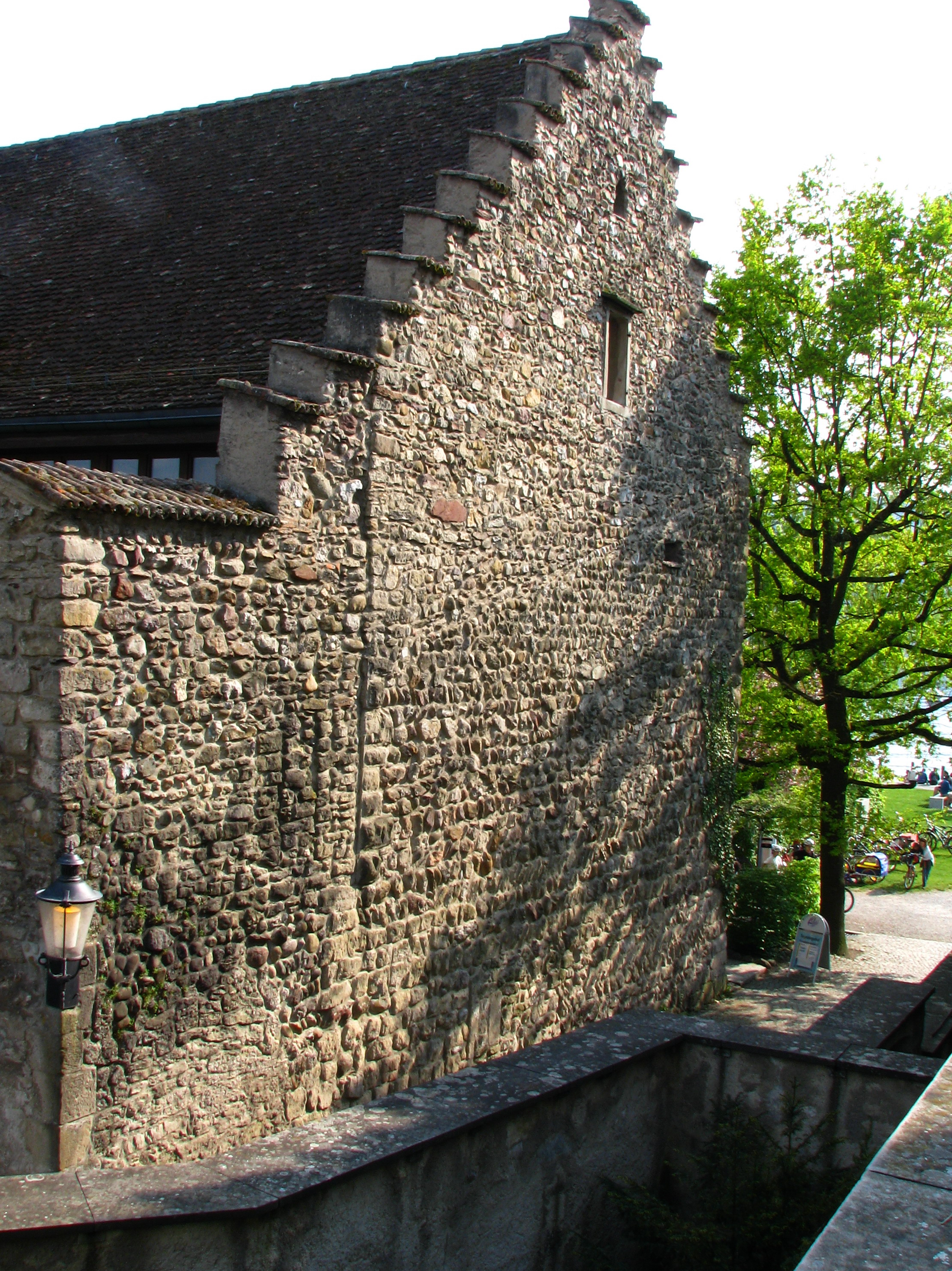
Westliche Fassade des Landenberghauses, vor der Landenberg-Gasse der ehemalige Burggraben

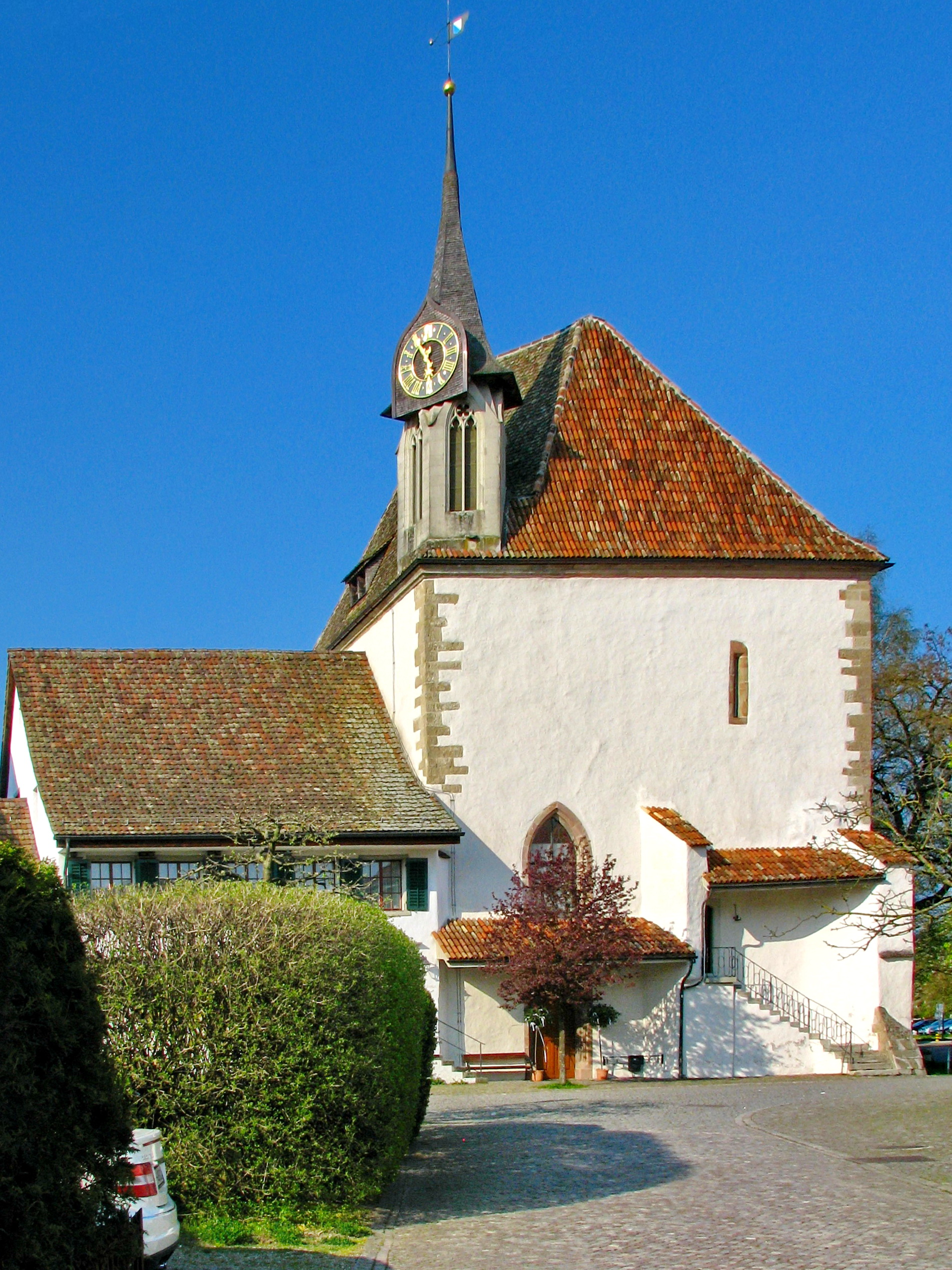
Gallus-Kapelle und Gemeindehaus

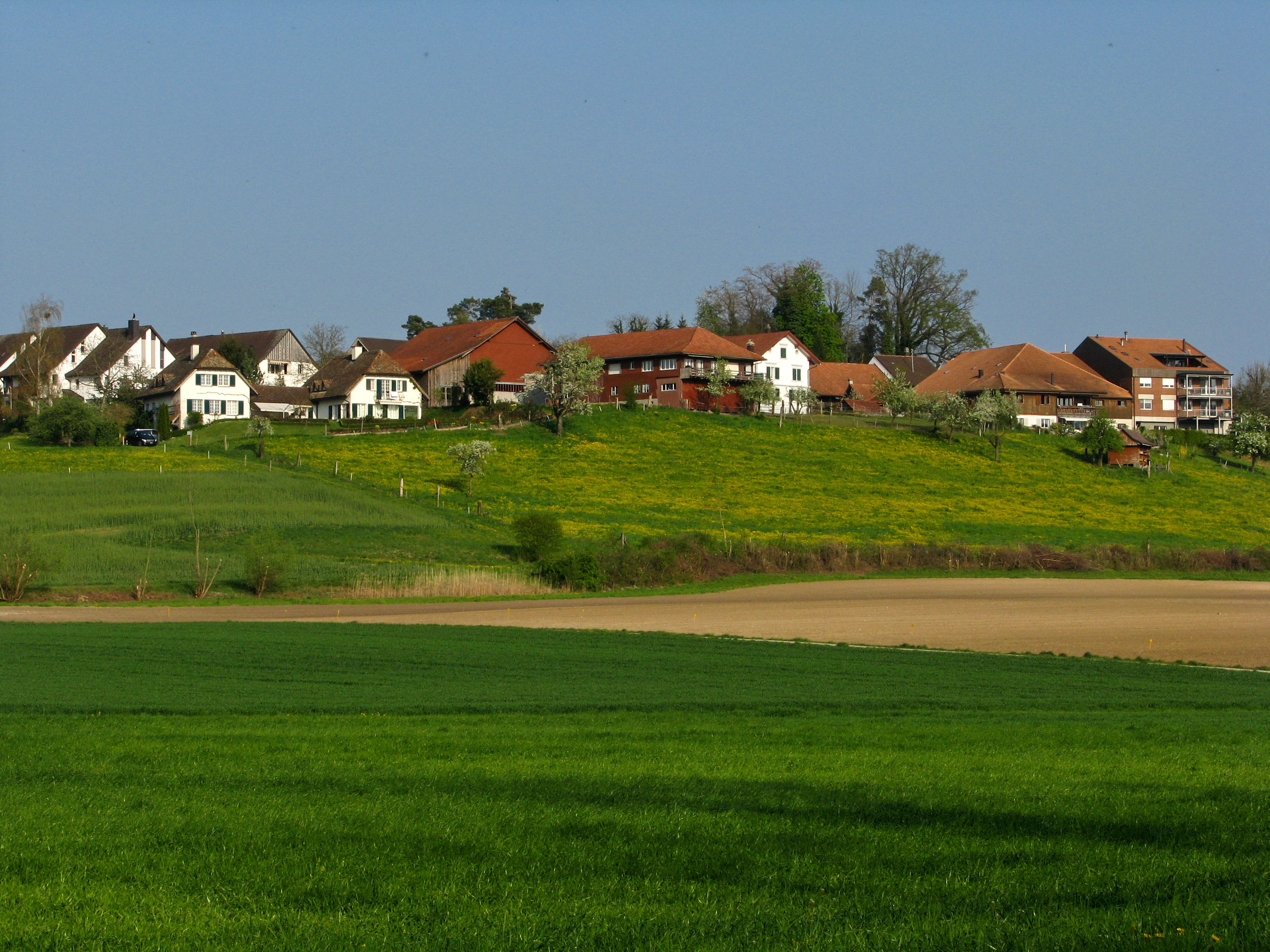
Wildsberg östlich der historischen Altstadt

Der Ort selber ist rund um das Schloss Greifensee entstanden, dessen Vorgängerbau vermutlich bereits im 12. Jahrhundert durch einen Grafen von Rapperswil errichtet wurde. Der Name Greifensee erscheint als «R. et H. minstri de Grifense» erstmals in einer Urkunde vom 29. April 1260, in der zwei adlige Ritter die Schlichtung eines Streites bezeugen. Nach einer anderen Quelle wurde Greifensee im Jahre 1261 erstmals urkundlich erwähnt. Seit dieser Zeit ist die Bezeichnung Greifensee für Burg, Städtchen und den anliegenden See gleichermassen gebräuchlich, auch wenn der See um 1300 zuweilen weiterhin Glattsee nach seinem Abfluss genannt wurde.
Am 7. Januar 1300 verpfändete Gräfin Elisabeth von Rapperswil, verheiratet mit Graf Rudolf von Habsburg-Laufenburg, Greifensee an den Ritter Hermann II. von Landenberg: Wir Elizabethe greuenne von Habsburch unt frowe ze Raprechtswile künden allen … dc wir mit graue Ruodolfs von Habsburch ünsers wirtes hant ... gesezzet han ze rechtem phande Grifense die burg unt die stat mit dem sewe, dem man sprichet Glatse. Zum Pfand gehörten nicht nur die Burg, das Städtchen und der See, sondern eine grössere Zahl von Höfen samt dazugehörigen Äckern, Wiesen, Wäldern und gar auch die Hofleute selbst. Mitverpfändet wurden ebenfalls dazugehörige niedere und mittlere Gerichtsrechte und das Recht (Kirchensatz), den Pfarrer in Uster zu ernennen.
Die kleine Stadt konnte sich aber wirtschaftlich nie richtig entwickeln, da sie kein Marktrecht besass und verkehrstechnisch schlecht erschlossen blieb. Infolge Überschuldung verkauften die Landenberger 1369 Burg und Herrschaft Greifensee an die Grafen Friedrich Donat und Diethelm von Toggenburg für 7'219 rheinische Gulden. Bereits 1402 gelangte Greifensee von Friedrich VII., dem letzten Grafen von Toggenburg, für 6'000 Gulden als Pfand an die Stadt Zürich. 1419 kam Zürich in den definitiven Besitz der Herrschaft, und so wurde die einstige Herrschaft Greifensee – de facto war Heinrich Biberli bereits ab 1403 Landvogt der Herrschaft – zur ersten Landvogtei der Stadt Zürich. Berühmt ist der Landvogt Salomon Landolt (Gottfried Kellers Landvogt von Greifensee), der von 1781 bis 1786 hier herrschte. Das Schloss Greifensee wurde im Alten Zürichkrieg 1444 zerstört: Von den 64 Verteidigern überlebten nur zwei, 62 Männer wurden von den Eidgenossen enthauptet (siehe Mord von Greifensee).

### Neuzeit
Erst 1520 beschloss der Zürcher Rat den Wiederaufbau, wobei der angesehene Zürcher Chronist und Landvogt (1504–1506) Gerold Edlibach eine tragende Rolle spielte: Anno domi 1520 jar um sant michelstag da wurdent min herren von Zürich zu ratt dz schloss griffensee wider zu erbuwen unn fienge man die hoffstatt zuo rumen von stunden an jm jar wie obstat. 1831 wurde der Bezirk Uster geschaffen, wodurch Greifensee seine politische Bedeutung als Verwaltungszentrum verlor.

### Archiv für Ortsgeschichte
Die Arbeitsgruppe Ortsgeschichte Greifensee sammelt, dokumentiert und archiviert, was für Geschichte und Gegenwart Greifensees repräsentativ ist. Dies sind Dokumente, Zeitungsartikel, die Nachrichten aus Greifensee (NaG), Plakate und Flyer, Stammbäume, Bücher, Bilder, Fotos, Dias, Filme, Kleider und Gegenstände vom Dampfradio über die Nähmaschine bis zum Schwitzkasten. Es werden regelmässig Interviews mit Zeitzeugen durchgeführt und schriftlich festgehalten, oft verbunden mit Tonaufnahmen. Alle zwei Jahre wird ein Jahrbuch mit thematischen Beiträgen und ausführlichem Chronikteil publiziert.
1976 wurde die Arbeitsgruppe für Ortsgeschichte Greifensee vom damaligen Gemeindepräsidenten Kurt Müller ins Leben gerufen. Annelies Luther leitete die Gruppe viele Jahre, ihr Nachfolger ist Richard Lang (Stand 2023).

### Wappen
Blasonierung:
In Gold ein steigende roter Greif
Dieses Wappen scheint im 15. Jahrhundert für das Amt Greifensee willkürlich, als «redendes Wappen» (Greif vom Namen Grifense, seit dem 13. Jahrhundert), verliehen worden zu sein.
Das Adelsgeschlecht von Landenberg-Greifensee benutzte das Wappen der Landenberger, später auch das ältere Wappen von Greifensee, einen in Gelb und Schwarz gevierteten Schild, oder dieses Wappen geviertet mit dem Landenberger-Wappen.
Der steigende rote Greif im gelben Feld ist erstmals im Jahrzeitbuch von 1473 belegt, ebenfalls in der Edlibacher Chronik von 1485 (für Schloss und Stadt Greifensee). Er ist in einer Kopie von 1506 umgekehrt als goldener Greif in rotem Feld dargestellt. Noch 1513 ist ein silberner Greif auf grünem Feld erwähnt.
Ab dem 17. Jahrhundert wird das Wappen einheitlich in der nun gültigen Form dargestellt. Zum Gemeindewappen wurde es mit einem Gemeinderatsbeschluss vom 2. Juni 1930.

## Das historische Städtchen Greifensee
Greifensee hat noch heute einen sehenswerten historischen Ortskern, den es den Freiherren von Landenberg zu verdanken hat: Hermann II. von Landenberg nannte sich ab 1300 von Landenberg-Greifensee und erlebte in den Diensten von König Albrecht I. als Secretarius (Verwaltungssekretär) und Marschall einen bemerkenswerten gesellschaftlichen und politischen Aufstieg. Urkundlich erwähnt wird sein Name in Herzog Albrechts Diensten in der sogenannten «Güssinger Fehde» um 1281, bevor Hermann II. 1306 in Böhmen als treuer Gefolgsmann von Habsburg-Österreich verstarb.
Sein Sohn Hermann IV. (der jüngere Marschall) – Hofmeister von Herzog Otto – baute das Städtchen mit einem Festungsgürtel aus. Für sein und das Seelenheil seiner Gemahlin stiftete er die noch weitgehend in der originalen Bausubstanz von 1330/40 erhaltene Gallus-Kapelle. Sie gilt als das älteste intakte gotische Baudenkmal des Städtchens: Ursprünglich in den östlichen Winkel der dreiecksförmigen Wehrmauer des Städtchens integriert, wiederholt die in den inneren Mauerring einbezogene Wehrkirche in ihrem Grundriss ungefähr den Stadtgrundriss Mitte des 14. Jahrhunderts. Im Schloss Greifensee wurde eine kleine, der heiligen Katharina geweihte Burgkapelle errichtet.
Gar in die Gründungszeit von Greifensee fällt wohl das Landenberghaus – eines der seltenen profanen romanischen Bauwerke im Kanton Zürich. Durch die Landenberg-Gasse und den einstigen Burggraben vom Schloss getrennt, wurde der Wohn- bzw. Saalbau für die Burgherrschaft rund 10 Meter entfernt vermutlich bereits um 1250 erbaut. Das südliche und westliche Mauerwerk ist weitgehend im Originalzustand erhalten. Das mit dem Landenberghaus zusammengebaute Pfarrhaus – der Kern des Gebäudes könnte ebenfalls auf die Gründungszeit des Städtchens zurückgehen – bildete mit seiner seeseitigen Fassade einen Teil der 1444 zerstörten Ringmauer.

## Bevölkerung
Greifensee erlebte einen sprunghaften Bevölkerungszuwachs, als der Bauunternehmer Ernst Göhner ab Ende der 1960er-Jahre mehrere Siedlungen in Plattenbauweise auf dem Gebiet der Gemeinde errichtete. Die Einwohnerzahl stieg dadurch von 1966 bis 1977 von unter 500 auf über 5000 an.
| Jahr | Einwohner | Jahr | Einwohner |
| ---- | --------- | ---- | --------- |
| 1634 | 133       | 2000 | 5202      |
| 1799 | 278       | 2005 | 5111      |
| 1850 | 406       | 2010 | 5094      |
| 1900 | 289       | 2015 | 5360      |
| 1950 | 279       | 2020 | 5302      |
| 1966 | 443       | 2021 | 5346      |
| 1977 | 5033      | 2022 | 5319      |

## Politik
Gemeindepräsidentin ist Monika Keller (FDP, Stand Juli 2023). Ihr Vorgänger war von 2002 bis 2014 Beat Brand (Aktion G Greifensee).
| Mitglieder des Gemeinderats von Greifensee (2022–2026) | Mitglieder des Gemeinderats von Greifensee (2022–2026) | Mitglieder des Gemeinderats von Greifensee (2022–2026) | Mitglieder des Gemeinderats von Greifensee (2022–2026) |
| Name                                                   | Amtsantritt                                            | Funktion                                               | Partei                                                 |
| ------------------------------------------------------ | ------------------------------------------------------ | ------------------------------------------------------ | ------------------------------------------------------ |
| Monika Keller                                          | 2010 / 2014                                            | Gemeindepräsidentin                                    | FDP                                                    |
| Stefan Karl                                            | 2022                                                   | Tiefbau, Werke                                         | Mitte                                                  |
| Franziska Graf Schläppi                                | 2015                                                   | Sicherheit, Gesundheit; 2. Vizepräsidentin             | Aktion G Greifensee                                    |
| Martina Alig                                           | 2022                                                   | Bildung                                                | Grüne                                                  |
| Andreas Jakob                                          | 2018                                                   | Soziales                                               | FDP                                                    |
| Barbara Rodrigues                                      | 2022                                                   | Finanzen, Liegenschaften                               | Aktion G Greifensee                                    |
| Thomas Honegger                                        | 2018                                                   | Hochbau, Land- und Forstwirtschaft; 1. Vizepräsident   | Grüne                                                  |

Bei den Nationalratswahlen 2023 betrugen die Wähleranteile in Greifensee: SVP 24,89 % (+1,16), SP 20,29 % (+2,52), glp 14,35 % (−3,38), FDP 13,78 % (+0,65), Grüne 9,81 % (−3,76), Mitte 8,54 % (+1,65), EVP 2,92 % (−0,29), EDU 2,21 (+0,05).

## Wirtschaft
In Greifensee befindet sich der Verwaltungssitz des weltweit operierenden Präzisionswaagenherstellers Mettler Toledo sowie von zahlreichen kleineren und mittleren Unternehmen. Die Genossenschaft Migros Zürich betrieb noch bis Ende September 2023 den Sport- und Erlebnispark «Milandia».

## Verkehr
Die Bahnhaltestelle Nänikon-Greifensee liegt knapp 2 km nordöstlich des Stadtkerns an der Gemeindegrenze Greifensee/Uster. Sie liegt an der Glatthalbahn der SBB und wird von den Linien S 9  und S 14  der S-Bahn Zürich bedient. Zudem verkehrt im ZVV-Nachtnetz am Wochenende die SN9 .
Der Anschluss Uster West der Autobahn A15 liegt knapp 2,5 km nördlich Greifensees. Der Anfahrtsweg verläuft meist über Nebenstrassen, da die Hauptstrasse zwischen Volketswil und Uster – die auch den Anschluss Uster West bedient – Greifensee östlich umfährt.

## Sport
- Fussball: Der FC Greifensee (FCG) wurde am 14. Januar 1976 gegründet. Das Grossriet ist der Heimatort des FCG und umfasst neben dem Hauptplatz einen Nebenplatz und einen Kunstrasen sowie ein älteres und neueres Klubhaus. Das Fanionteam des FCG spielt in der 2. Liga Gruppe 2 (Stand 2023).[22]
- Tennis: Der TC Greifensee wurde im Jahr 1972 gegründet und befindet sich seither am Ende der Burstwiesenstrasse. Dem Verein gehören ca. 130 Aktivmitglieder an (Stand 31. Dezember 2016), welche den Sport auf fünf Tennisplätzen (mit Flutlicht) ausüben können. Zum Club gehört zudem ein Clubhaus. In der Saison 2013 nahmen total sieben Mannschaften (2 der Damen, 5 der Herren) an den schweizweit ausgetragenen Interclub-Meisterschaften teil.
- Badminton: 1984 fanden in Greifensee die Swiss Open im Badminton statt.

## Persönlichkeiten
- Johannes Fries (1505–1565), reformierter Theologe, Pädagoge und Lexikograph
- Johann Jakob Bodmer (1698–1783), Philologe und Schriftsteller
- Hermann Tränkle(1930–2018), Klassischer Philologe und Lehrstuhlinhaber, lebte in Greifensee
- Peter V. Kunz (* 1965), Wirtschaftsprofessor
- Stefan Zürcher-Allenbach (* 1967), evangelisch-methodistischer Bischof der Schweiz sowie von Mittel- und Südeuropa
- Adrian Weyermann (* 1974), Indiepop-Sänger
- Manuel Burkart (* 1977), Komiker des Cabaret-Duos Divertimento, aufgewachsen in Greifensee
- Roman Caspar (* 1986), Handball-Nationalspieler
- Nico Elvedi (* 1996), Fussballspieler von Borussia Mönchengladbach
- Kevin Rüegg (* 1998), Fussballspieler des FC Zürich
- Naomi Mégroz (* 1998), Fussballspielerin beim FC Zürich